# محمد باشا السلحدار
محمد باشا السلحدار (بالتركية: Silahdar Cihangirli Mehmed Paşa)‏ كان الصدر الأعظم للدولة العثمانية في الفترة ما بين 25 ديسمبر 1770 حتى 11 ديسمبر 1771.